# Maryan Synakowski
Maryan Synakowski (Calonne-Ricouart, 1936. március 14. – 2021. január 25.) válogatott francia labdarúgó, hátvéd.

## Pályafutása

### Klubcsapatban
1953–54-ben az Olympique Saint-Quentin labdarúgója volt. 1954–55-ben a Sedan-Torcy B-csapatában szerepelt, majd 1955 és 1963 között az első csapat tagja volt, mellyel két franciakupa-győzelmet ért el. 1963 és 1965 között a Stade Français, 1965 és 1967 között a belga Union Saint-Gilloise, 1967 és 1969 között a Stade de Reims játékosa volt. 1969 és 1971 között ismét a Sedan labdarúgója volt és itt fejezte be az aktív labdarúgást.

### A válogatottban
1961 és 1965 között 13 alkalommal szerepelt a francia válogatottban.

## Sikerei, díjai
Sedan-Torcy
- Francia kupa
  - győztes (2): 1956, 1961